# 2688 Halley
2688 Halley este un asteroid din centura principală, descoperit pe 25 aprilie 1982 de Edward Bowell.